# Adelén
Adelén Rusillo Steen (* 4. November 1996 in Tønsberg) ist eine norwegische Popsängerin aus Horten.

## Biografie
Adelén hatte ihren ersten Auftritt als Vierjährige bei einem Kindergartenkonzert und sang danach auch in der Schule immer wieder bei den jährlichen Abschlussfeiern. Mit 13 Jahren nahm sie an einem lokalen Talentwettbewerb teil und machte nachhaltig auf sich aufmerksam. So durfte sie im Februar 2013 als jüngste Teilnehmerin mit 16 Jahren am Melodi Grand Prix teilnehmen, bei dem der norwegische Teilnehmer am Eurovision Song Contest ermittelt wird. Der Titel Bombo wurde von Ina Wroldsen zusammen mit dem schwedischen Produzentenduo Quiz & Larossi geschrieben, die alle international erfahrene und sehr erfolgreiche Autoren sind. Der Song enthält sowohl musikalisch als auch textlich spanische Elemente und wurde für Adelén angepasst, die eine spanische Mutter hat. Mit dem Lied gewann die Sängerin die dritte Vorrunde und belegte im Finale den zweiten Platz hinter Margaret Berger. Anschließend stieg Bombo in die norwegischen Charts ein und erreichte in der sechsten Woche Platz eins. Im Juli erreichte sie schließlich auch die Top 10 der finnischen Charts.

## Diskografie
Singles
- Bombo (2013, NO: ×3Dreifachplatin (Streaming) )
- Baila Conmigo (2013)
- Always on My Mind (2014)
- Olé (2014)
- Spell On Me (2015)
- Wild Like Me (2016)